# Iela Mari
Pour les articles homonymes, voir Mari.
Iela Mari, née en Italie en mars 1931 et morte le 29 janvier 2014, est une artiste et illustratrice italienne, professeur à l'École de design de Milan.

## Biographie
Après des études à Milan à l'Académie des beaux-arts de Brera, Iela Mari rencontre Enzo Mari, qu’elle épousera en 1955 . Ils ont deux enfants, Michele et Agostina. 
Les livres les plus connus de Iela Mari sont « Les aventures d’une petite bulle rouge » (« Il palloncino rosso », 1967), « L’arbre, le loir et les oiseaux » (« L’albero », 1973), « Le rond » (« Il tondo », 1974) ou « Mange que je te mange » (« Mangia che ti mangio », 1980). 
Certains ouvrages furent écrits en collaboration avec son mari comme « La pomme et le papillon » (« La mela e la farfalla », 1960) ou « L’œuf et la poule » (« L’uovo e la gallina », 1969).
Elle obtient deux fois la « Mention » Premio Grafico Fiera di Bologna per l'Infanzia,, de la Foire du livre de jeunesse de Bologne (Italie) : en 1973 pour « L'Albero » (« L'Arbre, le loir et les oiseaux »), et en 1977 pour « C'era una volta il riccio di mare » (non-traduit en français).
Toutes ces créations furent, à l’origine, publiées chez Emme Edizioni (sauf « L’uovo et la gallina » (« L’œuf et la poule ») , chez Bompiani Editore) et plus récemment, chez Babalibri. En France, Iela Mari est éditée chez la maison d’édition L’École des Loisirs.
Au départ, ses ouvrages étaient plutôt reçus comme des expériences, des propositions novatrices, en marge de la majorité des publications pour enfants, mais, au fil du temps, ses livres sont devenus des classiques de la littérature jeunesse. 
Depuis la fin des années 1960, ses livres sont publiés et continuellement réédités dans de nombreux pays d’Europe (France, Angleterre, Espagne, Portugal, Allemagne…) et d’Asie (Japon, Chine, Corée du Sud).
Utilisant un graphisme simple et sobre, Iela Mari s’efforce de raconter des histoires poétiques, en laissant l’enfant développer son imaginaire personnel. Dès les années 1960, elle allie sobriété et poésie dans ses livres, généralement marqués par l’absence de paroles. 
Son idée principale et révolutionnaire dans le monde des livres pour enfants était donc d’utiliser des formes et des couleurs de manière simplifiée et abstraite pour raconter des histoires simples afin de laisser l’occasion à l’enfant de cultiver son imagination et sa fantaisie, par l’association de formes. 
Il en est ainsi par exemple de « L’œuf et la poule » (où une poule pond, puis couve un œuf dont sortira un poussin qui grandira et deviendra une poule à son tour) ou des « Aventures d’une petite bulle rouge » (qui métamorphose une bulle de chewing-gum en d’autres formes du quotidien sous les yeux de l’enfant qui mâchait cette gomme).
Dans cette optique, un de ses derniers ouvrages est « Il paesaggio infinito » (1988), une sorte de livre-objet composé de 16 cartes avec lesquelles l’enfant peur créer des combinaisons et donc des scènes et des histoires différentes. 

## Ouvrages
- La Pomme et le Papillon (1960)
- Les Aventures d’une petite bulle rouge (1967)
- L’Œuf et la poule (1969)
- L’Arbre, le loir et les oiseaux (1973)
- Le Rond (1974)
- Mange que je te mange (1980)
- Il Paesaggio infinito (1988)